# Mihai Ghimpu
Mihai Ghimpu (n. 19 noiembrie 1951, Colonița, Chișinău) este un politician din Republica Moldova, licențiat în drept. A fost președinte al Parlamentului Republicii Moldova în perioada 28 august 2009 – 28 decembrie 2010 și a asigurat interimatul funcției de Președinte al Republicii Moldova între 11 septembrie 2009 și 28 decembrie 2010. Din 1998 până în 2018 a fost Președinte al Partidului Liberal, succesorul de drept al Partidului Reformei.

## Biografie
Mihai Ghimpu s-a născut la 19 noiembrie 1951 în satul Colonița din municipiul Chișinău, în familia Irinei și al lui Tudor Ghimpu. A copilărit tot aici, alături de încă 4 frați: Gheorghe, Visarion, Valentina și Simion. După absolvirea studiilor medii la Școala nr. 1, or. Chișinău (actualmente Liceul “Gheorghe Asachi”), urmează Facultatea de Drept la Universitatea de Stat din Moldova. Din 1978 activează în calitate de jurist (ajungând chiar șeful secției juridice) la diferite întreprinderi și ca judecător al sectorului Râșcani din municipiul Chișinău. Odată cu proclamarea restructurării, se încadrează în Mișcarea de renaștere națională, iar în 1989 devine unul din fondatorii Frontului Popular. Între anii 1990-1998 este deputat în Parlamentul Republicii Moldova și deține funcția de vicepreședinte al Comisiei Juridice. Din 1998 este avocat, șeful biroului asociat de avocați „Credo”. În 1998 este ales președinte al Partidului Reformei, transformat în Partidul Liberal (PL) la Congresul II din 24 aprilie 2005. Este succedat în această funcție de nepotul său, Dorin Chirtoacă.
La alegerile locale din 3 iunie 2007, Mihai Ghimpu devine consilier municipal și președinte al fracțiunii PL în Consiliu Municipal Chișinău. La 11 noiembrie 2007 a fost ales președinte al Consiliului Municipal Chișinău, funcție exercitată până în iunie 2008. Alegerile parlamentare din 5 aprilie 2009 îl readuc pe Mihai Ghimpu în legislativul Republicii Moldova, pentru ca după alegerile anticipate din 29 iulie 2009 să participe la formarea coaliției majoritare din Parlament - Alianța pentru Integrare Europeană.[nefuncțională]
 La 28 august 2009 este ales președinte al parlamentului, iar din 11 septembrie 2009 până la 28 decembrie 2010 a asigurat interimatul funcției de Președinte al Republicii Moldova.
Este fratele lui Gheorghe Ghimpu și unchiul primarului general al municipiului Chișinău, Dorin Chirtoacă.
A fost acționar (cu o participație de o treime) la lanțul de benzinării "Eurosim", până în septembrie 2012 când a arendat acțiunile companiei "Petrom".

## Activitate politică

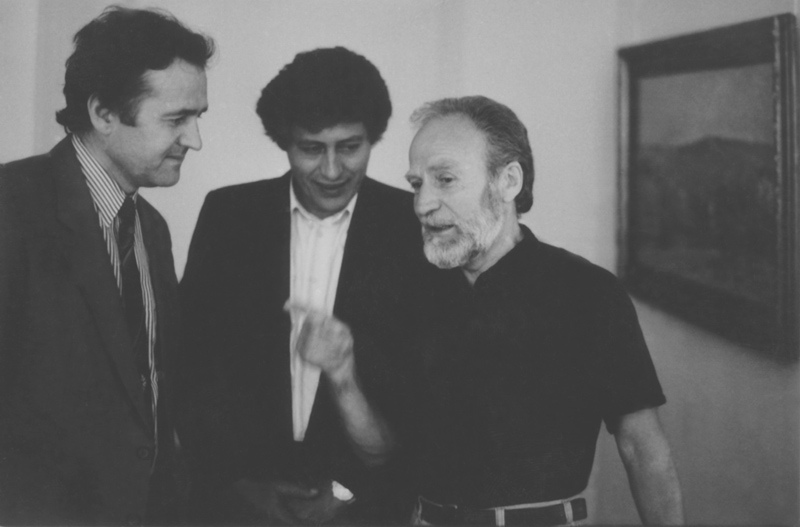
Ion Hadârcă, Mihai Ghimpu și Mihai Grati la începutul anilor '90.

- 1988-1993: Fondator al mișcării democratice "Frontul Popular din Moldova", membru al Biroului Executiv
- 1990-1998: Deputat în Parlamentul Republicii Moldova, vicepreședinte al Comisiei Juridice
- 1993-1998: Congresului intelectualității (PFD), secretar executiv, vicepreședinte
- 1998-prezent: Președintele Partidului Liberal (PL)
- 2007-2009: Consilier din partea Partidului Liberal în Consiliul Municipal Chișinău
- 2007-2008: Președintele Consiliului Municipal Chișinău [9]
- 28 august 2009: A fost ales președintele Parlamentului Republicii Moldova[10][nefuncțională]
- septembrie 2009 - decembrie 2010, președinte interimar al Republicii Moldova[11]
- a candidat, fără succes, la alegerile prezidențiale de la 2016.

## Președintele Parlamentului Republicii Moldova
Pe data de 28 august 2009, Mihai Ghimpu a fost ales Președinte al Parlamentului Republicii Moldova cu votul a 53 de deputați ai Alianței pentru Integrare Europeană din numărul total de 101 parlamentari. Partidul Comuniștilor din Republica Moldova, care deține 48 de mandate de deputat în actuala legislatură, nu a participat la procedura de vot și a contestat la Curtea Constituțională legalitatea alegerii lui Mihai Ghimpu în funcția de Președinte al legislativului. La 8 septembrie 2009, în urma examinării contestației, Curtea Constituțională a stabilit printr-o decizie irevocabilă ca Mihai Ghimpu să rămână Speaker.[nefuncțională]

Prima inițiativă a lui Mihai Ghimpu în calitate de Președinte al Parlamentului a fost propunerea de modificare a organigramei legislativului. La ședința în plen a Parlamentului din 10 septembrie 2009, cu votul majorității deputaților s-a hotărât ca noul Parlament să aibă un prim-vicepreședinte și trei vicepreședinți față de doi în legislatura precedentă. Prim-vicepreședintele și doi vicepreședinți sunt din partea Alianței pentru Integrare Europeană, iar un post de vicepreședinte revine fracțiunii Partidului Comuniștilor.
Ghimpu este unul dintre puținii oameni politici moldoveni care și-au asumat public identitatea românească și a recunoscut că este unionist. Mihai Ghimpu este una dintre figurile marcante ale mișcării pentru renaștere națională a românilor din Basarabia. În aprilie 2010 a refuzat public participarea Moldovei la Parada de la Moscova în cinstea Victoriei în cel de-al II-lea Război Mondial, considerând umilitor acest gest pentru o țară care este încă ocupată (parțial) de Rusia.

## Președinte interimar al Republicii Moldova
Din data de 11 septembrie 2009, președintele Parlamentului Republicii Moldova, Mihai Ghimpu, asigură interimatul funcției de Președinte al Republicii Moldova. Interimatul funcției a intervenit ca urmare a demisiei Președintelui Vladimir Voronin, anunțată în dimineața zilei de 11 septembrie 2009, la postul public de televiziune. Cererea de demisie a fost transmisă secretariatului Parlamentului, iar prin votul majorității deputaților a fost declarată vacantă funcția de Președinte al Republicii Moldova. Prin urmare, în corespundere cu articolul 91 al Constituției Republicii Moldova, care prevede că "interimatul funcției se asigură de Președintele Parlamentului", Mihai Ghimpu devine Președinte interimar al Republicii Moldova, până la alegerea de către Parlament a noului Președinte.
Mihai Ghimpu, în calitate de președinte al Parlamentului și președinte interimar al Republicii Moldova, a declarat că prevederile Constituției ar trebui să se adapteze prevederilor Declarației de Independență a țării, care menționează că "limba oficială în Republica Moldova este limba română". Tot el a inițiat o reformă constituțională, ce, între altele, să reflecteze această dorință. 
În iunie 2010, Mihai Ghimpu, în calitate de președinte interimar al Republicii Moldova, a aprobat un decret prezidențial prin care se condamna ocupația sovietică din 28 iunie 1940, organizându-se totodată o zi a comemorării victimelor ocupației sovietice în Basarabia. Decretul prevede de asemenea faptul că armata rusă, succesoare a armatei sovietice, trebuie să se retragă imediat de pe teritoriul Republicii Moldova. Decretul a stârnit multe comentarii contradictorii, inclusiv în rândul membrilor AIE, însă a fost catalogat de majoritatea analiștilor politici, drept un act de curaj fără precedent pentru un conducător al Republicii Moldova. Tot el a fondat o comisie de studiere a regimului comunist ce-a avut loc pe teritoriul R. Moldova. În plus, a adus un bolovan-monument la Chișinău, pentru a comemora victimele ocupației sovietice și ale regimului comunist (1940-1941,1944-1991).   

## Relația cu România
Orientarea lui Mihai Ghimpu este pro-unionistă, în octombrie 2016 pledând pentru unirea de urgență cu România. Ghimpu a fost premiat cu Ordinul "Steaua României", clasa I. 